# Флоровский, Иван Данилович
Иван Данилович Флоровский (1894—1938) — советский военный деятель, комдив (1935).

## Биография
Родился в 22 сентября 1894 года в селе Фошня Бежицкого уезда Брянской губернии в крестьянской семье, русский. 
Окончил церковно-приходскую школу, после чего работал на разных работах. В феврале 1916 года был призван в царскую армию. Окончил учебную команду при 200-м запасном пехотном полку. Затем служил в авиации — мотористом в 3-м авиационном парке, где в июле 1917 года окончил моторный класс. После Февральской революции был избран председателем комитета класса мотористов 3-го авиапарка, командовал взводом. 
Член РСДРП(б) с мая 1917 года. Во время октябрьских событий 1917 года участвовал в защите арсенала в Киеве, вступил в ряды Красной гвардии. В боях был ранен и в начале 1918 года уехал в родное село, где стал секретарем волостного исполкома и партийной ячейки. В апреле 1918 года вступил в РККА. Участник Гражданской войны — был командиром взвода Фошнянского волостного военного комиссариата, затем курсантом Вторых Московских пехотных курсов. В декабре 1918 года зачислен слушателем младшего курса Академии Генерального штаба. Во время учебы несколько раз выезжал в действующую армию, где исполнял должности комиссара по укомплектованию и мобилизации оперативного отдела штаба Южного фронта, помощника начальника штаба дивизии по оперативной части, временно исполнял должность начальника штаба бригады (1919 год), начальника штаба 3-й бригады 7-й кавалерийской дивизии (1920 год).
Академию окончил в 1922 году и, пройдя стажировку в войсках Северо-Кавказского военного округа (СКВО) в должности командира роты, в 1923 году был назначен помощником начальника штаба 9-го стрелкового корпуса. С октября 1923 года служил в Военно-воздушных силах РККА. В 1924 году окончил высшую школу лётчиков-наблюдателей и был назначен начальником штаба 3-й отдельной разведывательной авиаэскадрильи. С января 1926 года — командир 3-й разведывательной корпусной авиаэскадрильи, с ноября этого же года — командир и военный комиссар 26-й авиаэскадрильи. С октября 1927 года — командир 13-й легкобомбардировочной авиабригады.
С мая 1929 года исполнял должность начальника ВВС СКВО. В январе 1930 года утвержден в этой должности. В том же году прошел практическую летную подготовку во 2-й военной школе летчиков и был удостоен звания «военный летчик РККА».
С февраля 1931 года заместитель начальника Научно-испытательного института ВВС РККА, с августа того же года — помощник начальника НИИ ВВС РККА. В этом же месяце был назначен помощником начальника ВВС Белорусского военного округа. С ноября 1931 года — начальник ВВС Ленинградского военного округа.
В октябре 1933 года зачислен на оперативный факультет Военной академии имени М. В. Фрунзе, по окончании которой в 1934 году был назначен начальником ВВС Приморской группы войск Особой Краснознамённой Дальневосточной армии.. 20 ноября 1935 присвоено звание комдива. В 1937 ездил в Париж на Международную авиационную выставку.
Арестован 10 июня 1937 года и исключен из ВКП(б). Военной коллегией Верховного суда СССР 24 марта 1938 года по обвинению в участии в военном заговоре приговорен к расстрелу. Приговор приведен в исполнение 25 марта 1938 года.
Определением Военной коллегии от 5 января 1957 года был реабилитирован посмертно.